# 王宏 (南漢)
王宏，五代十国南汉官员。
王宏年轻时聪明，能作詩賦。乾亨年间，中進士，晋升为翰林学士承旨，在南汉高祖刘岩左右，很被親信。南汉修建南宫，次年，白虹进入宫中的三清殿，群臣认为是灾异。王宏一白虹化爲白龍，作《白龍見賦》，文采华麗。高祖刘岩大喜，改元白龍，深加欣賞。后来又撰《昭陽殿賦》，也传颂於時。